# Cerambyx pullus
Cerambyx pullus là một loài bọ cánh cứng trong họ Cerambycidae.